# Bohari
Bohari là một thị trấn thống kê (census town) của quận Barpeta thuộc bang Assam, Ấn Độ.

## Nhân khẩu
Theo điều tra dân số năm 2001 của Ấn Độ, Bohari có dân số 7976 người. Phái nam chiếm 52% tổng số dân và phái nữ chiếm 48%. Bohari có tỷ lệ 59% biết đọc biết viết, thấp hơn tỷ lệ trung bình toàn quốc là 59,5%: tỷ lệ cho phái nam là 67%, và tỷ lệ cho phái nữ là 51%. Tại Bohari, 13% dân số nhỏ hơn 6 tuổi.